# Silverfallet
Silverfallet (übersetzt: Silberfall) ist die kurze Bezeichnung für das Naturreservat „Silverfallen-Karlsfors“ in der schwedischen Gemeinde Skövde und Teil des europäischen Netzwerkes Natura 2000. Der zweite Namensteil, Karlsfors ist der Name des Dorfes in der Nähe bedeutet in der Übersetzung Karls Stromschnellen.

## Lage
Das Schutzgebiet liegt ca. 4 km südlich von Timmersdala zwischen dem See Lången und dem Westhang des Billingen, dem flächenmäßig größten der westschwedischen Tafelberge, den Västgötabergen. Das Gelände  ist maßgeblich von den aufeinanderfolgenden Felsstufen aus Kalkstein, Alaunschiefer und Sandstein geprägt, die den geologischen Aufbau des Berges eindrucksvoll sichtbar werden lassen.
Entlang dieser natürlichen Treppe befinden sich die stillgelegten Kalkstein- und Alaunschieferbrüche sowie die Ruinen der Kalk- und Alaunwerke von Karlsfors, die während der ersten Hälfte des 19. Jahrhunderts die größten Einrichtungen ihrer Art in der Region Skaraborg darstellten.

## Hydrologie
Hier fällt der Karlsforsbäck (übersetzt Karlsforsbach) in Stromschnellen und mehreren Kaskaden über die Bruchkanten der verschiedenen Gesteinsstufen und überwindet dabei auf einer relativ kurzen Strecke 50 bis 60 Höhenmeter.
Die Karte links zeigt die Lage der Wasserstürze. Es ist nicht ganz klar, ob der größte Wasserfall (beim Aussichtspunkt) oder die gesamte Gefällstrecke namensgebend ist – jedenfalls sind sowohl Silverfallet in der Einzahl als auch Silverfallen in Mehrzahl gebräuchlich.

## Flora und Fauna
Der Bach, der im Sommer, wenn es nur wenig regnet, regelmäßig völlig austrocknet, fließt durch einen Laubwald, der vor allem aus Eschen und Ulmen besteht.
Auf dem kalkreichen Boden am Oberlauf des Baches wachsen Echte Schlüsselblume, Leberblümchen und Dunkles Lungenkraut.
Auf dem nährstoffarmen Rödfyrshögar-Boden * wachsen Birken und Weiden. In Nahe der Wasserfälle sind die feuchten Steine von einem dichten Rasen aus Kegelkopfmoos und Kalkwasserschlafmoos bedeckt. Im Frühling sind hier die Nistplätze von Gebirgsstelzen (Motacilla cinerea) und Wasseramseln (Cinclus cinclus) zu finden.
Der Sandstein im unteren Teil des Berghangs bietet einen idealen Untergrund für Nadelbäume wie Fichten und Kiefern. Kleinere Teile des Areals sind offene Weidelandschaft, auf der Waldglöckel (Campanula persicifolia), Kleines Mädesüß (Filipendula vulgaris) und Golddistel (Carlina vulgaris) gedeihen.
Anmerkung

## Galerie

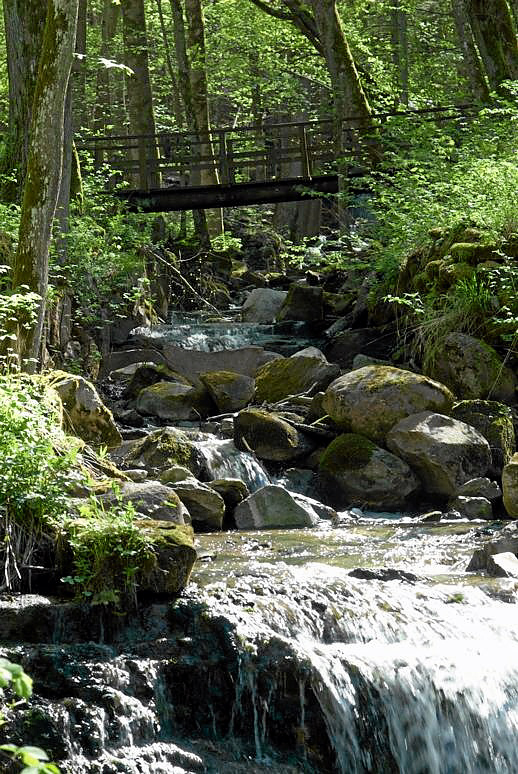
Der Karlsforsbach
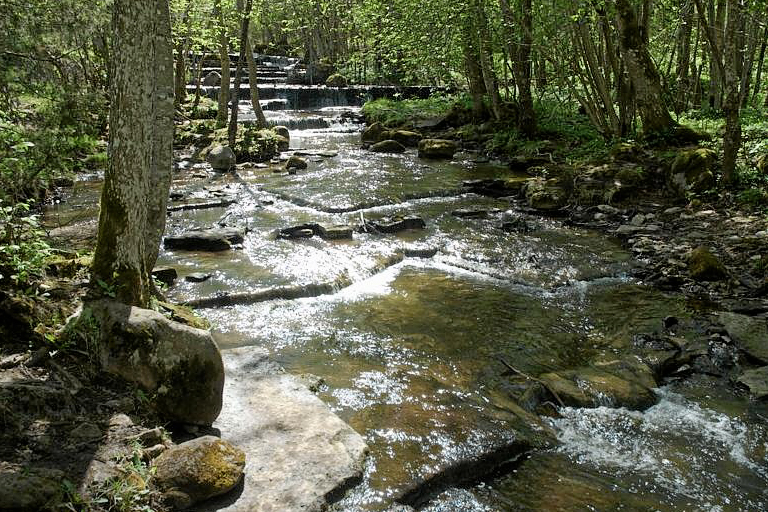
… mit Stromschnellen über Bruchflächen aus Alaunschiefer.
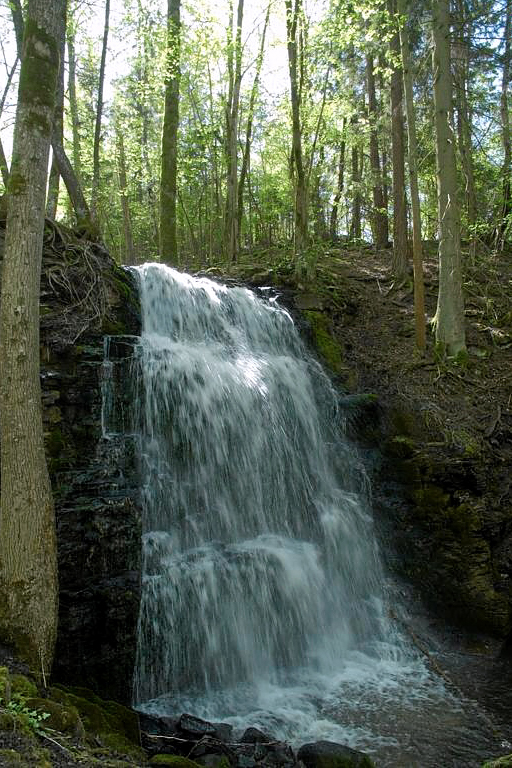
Der größte Wasserfall
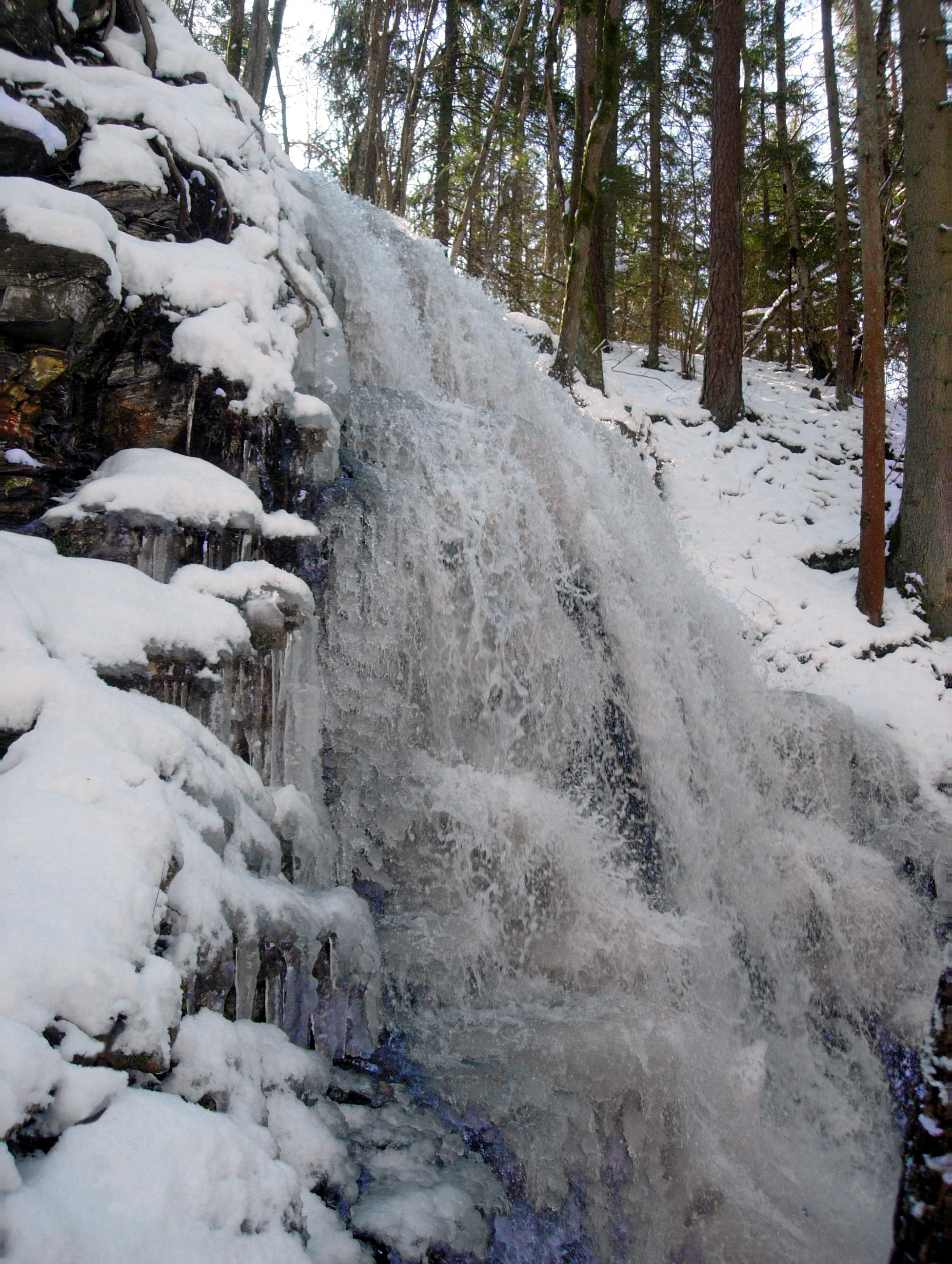
… hier im Winter.

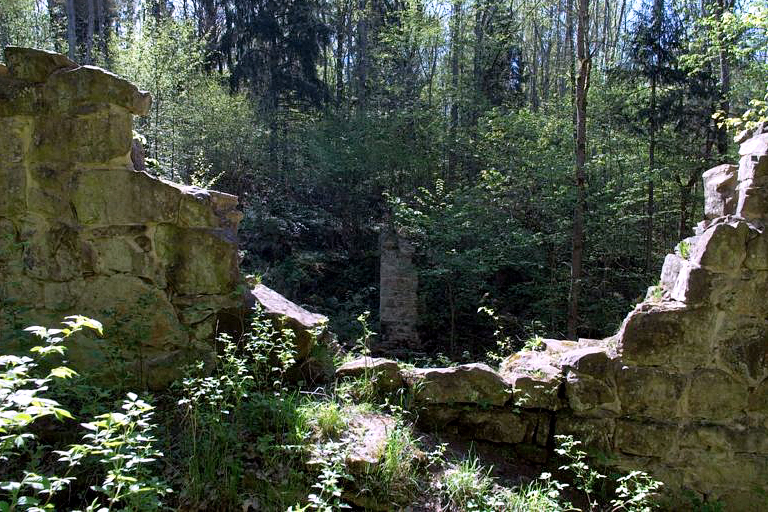
Ruinen der Kalk- und Alaunwerke
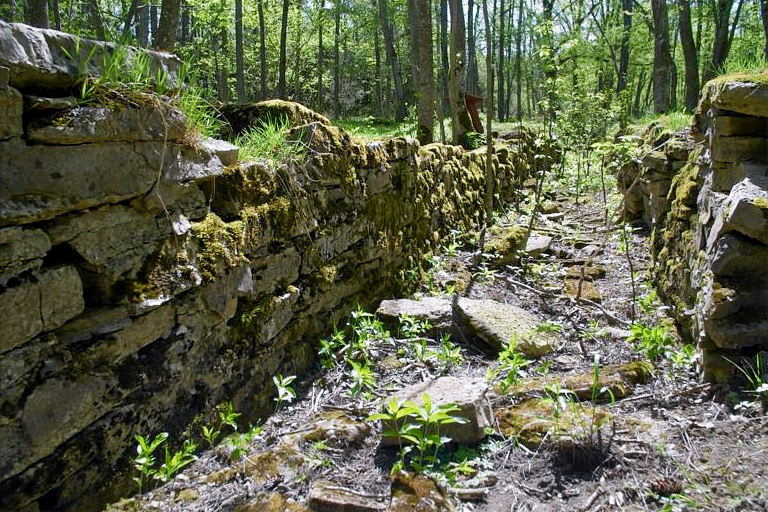
… hier ein trockengefallener Wasserkanal.